# Jeisson Martínez
Jeisson Enrique Martínez Aranibar (Lima, Provincia de Lima, Perú, 28 de diciembre de 1994), más conocido como Jeisson, es un futbolista peruano. Juega como delantero y es jugador del C. F. Rayo Majadahonda de la Primera División RFEF.

## Trayectoria
Tras llegar joven a España, inició su carrera futbolística en el Celtic Castilla C. F. desde los 12 años, su temporada más destacada fue el segundo año de juvenil con el Celtic donde destacaría metiendo 64 goles en la temporada ayudando a su equipo a ascender. A partir de ahí pasó a formar parte del Club de Fútbol Rayo Majadahonda y del Fútbol Alcobendas Sport.
En la temporada 2016-17 jugó para no descender a Preferente en el Aravaca, un club de la Comunidad de Madrid.
En la temporada 2017-18 volvió a las filas del Rayo Majadahonda anotando 10 goles en 41 partidos en el Grupo I de la Segunda División B, ascendiendo en la eliminatoria por el ascenso frente al F. C. Cartagena.
El 4 de julio de 2018, tras ascender a la Segunda División, renovó por 2 temporadas más.
En enero de 2019, tras no tener oportunidades con el conjunto madrileño en la categoría de plata, abandonó el club y firmó con el Real Murcia Club de Fútbol hasta junio de 2020.
En abril de 2019 decidió abandonar el club grana y firma por el C. F. Fuenlabrada de la Segunda División B de España, con el que volvió a lograr el ascenso al fútbol profesional y con el que regresó a Segunda División en junio de 2019.
En septiembre de 2020, se marchó a Armenia para jugar en las filas del F. C. Ararat-Armenia. Estuvo un curso y el 22 de junio de 2021 regresó a España para firmar por el Albacete Balompié de la Primera División RFEF. En las filas del club manchego logró su tercer ascenso a Segunda División tras eliminar en la final de la eliminatoria a LaLiga Smartbank al RC Deportivo de La Coruña. Jeisson disputó 14 encuentros entre Copa del Rey y Primera Federación anotando un gol.
El 24 de agosto de 2022, firma por el C. F. Rayo Majadahonda de la Primera División RFEF.

## Estadísticas

### Clubes
| Club                            | Temporada   | Liga | Liga | Copa nacional | Copa nacional | Copa internacional | Copa internacional | Total | Total |
| Club                            | Temporada   | PJ   | G    | PJ            | G             | PJ                 | G                  | PJ    | G     |
| ------------------------------- | ----------- | ---- | ---- | ------------- | ------------- | ------------------ | ------------------ | ----- | ----- |
| C. F. Rayo Majadahonda · España | 2013-14     | ?    | ?    | 0             | 0             | -                  | -                  | ?     | ?     |
| C. F. Rayo Majadahonda · España | 2014-15     | 15   | 1    | 0             | 0             | -                  | -                  | 15    | 1     |
| C. F. Rayo Majadahonda · España | Total       | 15   | 1    | 0             | 0             | -                  | -                  | 15    | 1     |
| Alcobendas Sport · España       | 2015-16     | 7    | 0    | 0             | 0             | -                  | -                  | 7     | 0     |
| Alcobendas Sport · España       | Total       | 7    | 0    | 0             | 0             | -                  | -                  | 7     | 0     |
| Manzanares C. F. · España       | 2015-16     | 18   | 2    | 0             | 0             | -                  | -                  | 18    | 2     |
| Manzanares C. F. · España       | Total       | 18   | 2    | 0             | 0             | -                  | -                  | 18    | 2     |
| Aravaca C. F. · España          | 2016-17     | 16   | 7    | 0             | 0             | -                  | -                  | 16    | 7     |
| Aravaca C. F. · España          | Total       | 16   | 7    | 0             | 0             | -                  | -                  | 16    | 7     |
| C. F. Rayo Majadahonda · España | 2016-17     | 10   | 2    | 0             | 0             | -                  | -                  | 10    | 2     |
| C. F. Rayo Majadahonda · España | 2017-18     | 31   | 8    | 0             | 0             | -                  | -                  | 31    | 8     |
| C. F. Rayo Majadahonda · España | 2018-19     | 8    | 0    | 2             | 0             | -                  | -                  | 10    | 0     |
| C. F. Rayo Majadahonda · España | Total       | 49   | 10   | 2             | 0             | -                  | -                  | 51    | 10    |
| Real Murcia C. F. · España      | 2018-19     | 8    | 0    | 0             | 0             | -                  | -                  | 8     | 0     |
| Real Murcia C. F. · España      | Total       | 8    | 0    | 0             | 0             | -                  | -                  | 8     | 0     |
| C. F. Fuenlabrada · España      | 2018-19     | 10   | 2    | 0             | 0             | -                  | -                  | 10    | 2     |
| C. F. Fuenlabrada · España      | 2019-20     | 28   | 4    | 2             | 0             | -                  | -                  | 30    | 4     |
| C. F. Fuenlabrada · España      | Total       | 38   | 6    | 2             | 0             | -                  | -                  | 40    | 6     |
| F. C. Ararat-Armenia Armenia    | 2020-21     | 16   | 3    | 0             | 2             | -                  | -                  | 16    | 3     |
| F. C. Ararat-Armenia Armenia    | Total       | 16   | 3    | 2             | 0             | -                  | -                  | 16    | 3     |
| Albacete Balompié · España      | 2021-22     | 13   | 1    | 1             | 0             | -                  | -                  | 14    | 1     |
| Albacete Balompié · España      | Total       | 13   | 1    | 1             | 0             | -                  | -                  | 14    | 1     |
| C. F. Rayo Majadahonda · España | 2022-23     | 22   | 2    | 1             | 0             | -                  | -                  | 22    | 2     |
| C. F. Rayo Majadahonda · España | 2023-24     | 11   | 0    | 0             | 0             | -                  | -                  | 11    | 0     |
| C. F. Rayo Majadahonda · España | Total       | 33   | 2    | 1             | 0             | -                  | -                  | 35    | 2     |
| U.D. Melilla · España           | 2024-Actual | 0    | 0    | 0             | 0             | 0                  | 0                  | 0     | 0     |
| U.D. Melilla · España           | Total       | 0    | 0    | 0             | 0             | 0                  | 0                  | 0     | 0     |
| U.D. Melilla · España           |             | 151  | 26   | 4             | 0             | -                  | -                  | 190   | 28    |